# Türkiye Kupası 1988/89
Die Türkiye Kupası 1988/89 war die 27. Auflage des türkischen Fußball-Pokalwettbewerbes. Der Wettbewerb begann am 16. November 1988 mit der 1. Runde und endete am 25. Juni 1989 mit dem Rückspiel des Finals. Im Endspiel trafen Fenerbahçe Istanbul und Beşiktaş Istanbul aufeinander. Fenerbahçe nahm zum siebten Mal am Finale teil und Beşiktaş zum fünften Mal.
Diese Finalpaarung kam zum ersten Mal zustande. Beşiktaş gewann den Pokal zum zweiten Mal. Sie besiegten Fenerbahçe im Hinspiel mit 1:0 und im Rückspiel mit 2:1.

## 1. Hauptrunde
Die 1. Hauptrunde wurde am 16. und 23. November 1988 ausgetragen.
|                              | Ergebnis              |                       |
| ---------------------------- | --------------------- | --------------------- |
| Gençlerbirliği Ankara        | 5:1                   | Çorumspor             |
| Batman Petrolspor            | 0:1                   | Elazığspor            |
| Mardinspor                   | 0:1                   | Siirtspor             |
| Sönmez Filamentspor          | 1:2                   | İnegölspor            |
| Çarşambaspor                 | 1:0                   | Giresunspor           |
| Hatayspor                    | 0:1                   | Gaziantepspor         |
| Kayserispor                  | 2:1                   | Elbistanspor          |
| Seydişehir Eti Alüminyumspor | 2:1                   | Alanyaspor            |
| Antalyaspor                  | 5:2                   | Denizlispor           |
| Aydınspor                    | 3:1                   | Altınordu Izmir       |
| Bakırköyspor                 | 8:0                   | Vefa Istanbul         |
| Beşiktaş Istanbul (II)       | 3:0                   | Bayrampaşaspor        |
| Erdemir Ereğlispor           | 0:0 n. V. (4:3 i. E.) | Karabükspor           |
| Kartalspor                   | 3:2                   | Beykozspor            |
| Kocaelispor                  | 3:1                   | Zonguldakspor         |
| Kuşadasıspor                 | 2:0                   | Göztepe Izmir         |
| Kütahyaspor                  | 1:2                   | Tavşanlı Linyitspor   |
| Tekirdağspor                 | 1:2                   | Ayvalıkgücü           |
| Uzunköprüspor                | 0:0 n. V. (5:4 i. E.) | Bigaspor              |
| Yeni Salihlispor             | 3:2                   | Turgutluspor          |
| Zeytinburnuspor              | 6:4 n. V.             | Gaziosmanpaşaspor     |
| PTT                          | 3:0                   | Bafraspor             |
| Bursaspor (II)               | 3:0                   | Gönenspor             |
| Ankara Demirspor             | 1:0                   | Polatlıspor           |
| Petrol Ofisi SK              | 3:2                   | Nevşehir Spor Gençlik |
| Erzurumspor                  | 5:1                   | Orduspor              |

## 2. Hauptrunde
Die 2. Hauptrunde wurde am 7. Dezember 1988 ausgetragen.
|                              | Ergebnis              |                       |
| ---------------------------- | --------------------- | --------------------- |
| Petrol Ofisi SK              | 1:3                   | Ankara Demirspor      |
| Elazığspor                   | 1:1 n. V. (3:4 i. E.) | Siirtspor             |
| Çarşambaspor                 | 2:0                   | Erzurumspor           |
| Kayserispor                  | 2:1                   | Gaziantepspor         |
| Seydişehir Eti Alüminyumspor | 6:2                   | Antalyaspor           |
| Ayvalıkgücü                  | 2:1                   | Uzunköprüspor         |
| Bakırköyspor                 | 6:4 n. V.             | Kartalspor            |
| Beşiktaş Istanbul (II)       | 4:4 n. V. (4:2 i. E.) | Zeytinburnuspor       |
| Bursaspor (II)               | 4:2 n. V.             | İnegölspor            |
| Kocaelispor                  | 3:1                   | Erdemir Ereğlispor    |
| Kuşadasıspor                 | 4:0                   | Aydınspor             |
| PTT                          | 1:0                   | Gençlerbirliği Ankara |
| Yeni Salihlispor             | 1:2 n. V.             | Tavşanlı Linyitspor   |

## 3. Hauptrunde
- Hinspiele: 25. Januar 1989
- Rückspiele: 1. Februar 1989

|                     | Gesamt    |                              | Hinspiel | Rückspiel |
| ------------------- | --------- | ---------------------------- | -------- | --------- |
| Adana Demirspor     | 6:1       | Seydişehir Eti Alüminyumspor | 4:0      | 2:1       |
| Adanaspor           | 7:1       | Rizespor                     | 4:1      | 3:0       |
| Boluspor            | 6:2       | PTT                          | 3:1      | 3:1       |
| Bursaspor (II)      | 3:5       | MKE Ankaragücü               | 1:2      | 2:3       |
| Kahramanmaraşspor   | 2:3       | Bursaspor                    | 1:2      | 1:1       |
| Malatyaspor         | 7:3       | Ankara Demirspor             | 4:1      | 3:2       |
| Konyaspor           | 6:5       | Eskişehirspor                | 2:3      | 4:2       |
| Sarıyer GK          | (a)1:1(a) | Boluspor                     | 0:0      | 1:1       |
| Malatyaspor         | 2:0       | Adana Demirspor              | 0:0      | 2:0       |
| Samsunspor          | 0:6       | Bakırköyspor                 | 0:3      | 0:3       |
| Siirtspor           | 2:3       | Konyaspor                    | 1:1      | 1:2       |
| Altay Izmir         | (a)4:4(a) | Kocaelispor                  | 2:3      | 2:1       |
| Ayvalıkgücü         | 1:6       | Galatasaray Istanbul         | 0:1      | 1:5       |
| Çarşambaspor        | 0:3       | Karşıyaka SK                 | 0:1      | 0:2       |
| Fenerbahçe Istanbul | 6:1       | Kuşadasıspor                 | 5:1      | 1:0       |
| Kayserispor         | 1:3       | Eskişehirspor                | 0:1      | 1:2       |
| Sakaryaspor         | 2:4       | Trabzonspor                  | 2:1      | 0:3       |
| Tavşanlı Linyitspor | 0:6       | Sarıyer GK                   | 0:4      | 0:2       |
| Beşiktaş Istanbul   | 9:1       | Beşiktaş Istanbul (II)       | 4:0      | 5:1       |

## Achtelfinale
- Hinspiele: 8. Februar 1989
- Rückspiele: 15. Februar 1989

|                   | Gesamt    |                      | Hinspiel | Rückspiel |
| ----------------- | --------- | -------------------- | -------- | --------- |
| Malatyaspor       | 3:0       | Adana Demirspor      | 1:0      | 2:0       |
| Trabzonspor       | 2:3       | Fenerbahçe Istanbul  | 1:0      | 1:3       |
| Adanaspor         | 1:2       | Bakırköyspor         | 1:0      | 0:2       |
| Beşiktaş Istanbul | 4:1       | Kocaelispor          | 2:1      | 2:0       |
| Bursaspor         | 2:5       | Galatasaray Istanbul | 0:1      | 2:4       |
| Karşıyaka SK      | 7:3       | MKE Ankaragücü       | 4:1      | 3:2       |
| Konyaspor         | 6:5       | Eskişehirspor        | 2:3      | 4:2       |
| Sarıyer GK        | (a)1:1(a) | Boluspor             | 0:0      | 1:1       |

## Viertelfinale
- Hinspiele: 22. März 1989
- Rückspiele: 3. Mai 1989

|                     | Gesamt |                      | Hinspiel | Rückspiel |
| ------------------- | ------ | -------------------- | -------- | --------- |
| Malatyaspor         | 5:1    | Bakırköyspor         | 2:0      | 3:1       |
| Fenerbahçe Istanbul | 6:5    | Galatasaray Istanbul | 2:2      | 4:3       |
| Karşıyaka SK        | 0:4    | Beşiktaş Istanbul    | 0:3      | 0:1       |
| Konyaspor           | 3:2    | Sarıyer GK           | 0:0      | 3:2       |

## Halbfinale
- Hinspiele: 7. Juni 1989
- Rückspiele: 18. Juni 1989

|                     | Gesamt    |                   | Hinspiel | Rückspiel |
| ------------------- | --------- | ----------------- | -------- | --------- |
| Fenerbahçe Istanbul | (a)2:2(a) | Malatyaspor       | 1:0      | 1:2       |
| Konyaspor           | 2:5       | Beşiktaş Istanbul | 1:2      | 1:3       |

## Finale

### Hinspiel
| Paarung             | Fenerbahçe Istanbul – Beşiktaş Istanbul |
| Ergebnis            | 0:1 (0:1) |
| Datum               | 21. Juni 1989 um 16:00 Uhr |
| Stadion             | Fenerbahçe-Stadion, Istanbul |
| Schiedsrichter      | Özcan Oal |
| Tore                | 0:1 Les Ferdinand (15.) |
| Fenerbahçe Istanbul | Toni Schumacher – Şenol Ustaömer, Nezihi Tosuncuk, Müjdat Yetkiner, Turhan Sofuoğlu (63. Engin Parlar) – Serdar Şenkaya (63. Bilal Şar), İsmail Kartal, Oğuz Çetin – Aykut Kocaman, Hasan Vezir, Rıdvan Dilmen Cheftrainer: Todor Veselinović ( Jugoslawien) |
| Beşiktaş Istanbul   | Rade Zalad – Gökhan Keskin, Kadir Akbulut, Ulvi Güveneroğlu, Recep Çetin – Zeki Önatlı (51. Şenol Fidan), Rıza Çalımbay, Mehmet Özdilek – Metin Tekin (77. Feyyaz Uçar), Ali Gültiken, Les Ferdinand Cheftrainer: Gordon Milne ( England)                    |
| Gelbe Karten        | Nezihi Tosuncuk, İsmail Kartal, Ergin Parlar – Kadir Akbulut, Mehmet Özdilek |

### Rückspiel
| Paarung             | Beşiktaş Istanbul – Fenerbahçe Istanbul |
| Ergebnis            | 2:1 (0:0) |
| Datum               | 2. Mai 1990 um 18:15 Uhr |
| Stadion             | Inönü-Stadion, Istanbul |
| Schiedsrichter      | İhsan Türe (Izmir) |
| Tore                | 0:1 Oğuz Çetin (46.) 1:1 Ali Gültiken (76.) 2:1 Feyyaz Uçar (86.) |
| Beşiktaş Istanbul   | Rade Zalad – Gökhan Keskin, Kadir Akbulut, Ulvi Güveneroğlu, Bünyamin Süral – Şenol Fidan, Rıza Çalımbay, Metin Tekin (73. Ali Gültiken) – Mehmet Özdilek, Feyyaz Uçar, Les Ferdinand Cheftrainer: Gordon Milne ( England)                                    |
| Fenerbahçe Istanbul | Toni Schumacher – Şenol Ustaömer, Nezihi Tosuncuk, Müjdat Yetkiner, Serdar Şenkaya (79. Taygun Erdem) – Turhan Sofuoğlu, İsmail Kartal, Oğuz Çetin, Hakan Tecimer (62 Bilal Şar) – Aykut Kocaman, Rıdvan Dilmen Cheftrainer: Todor Veselinović ( Jugoslawien) |
| Gelbe Karten        | Bünyamin Süral, Gökhan Keskin, Les Ferdinand – Nezihi Tosuncuk, İsmail Kartal, |

## Beste Torschützen
| Rang | Spieler         | Verein               | Tore |
| ---- | --------------- | -------------------- | ---- |
| 1    | Ali Gültiken    | Beşiktaş Istanbul    | 8    |
| 2    | Tanju Çolak     | Galatasaray Istanbul | 6    |
| 3    | Feyzullah Küçük | Malatyaspor          | 5    |
| 4    | Engin Ülker     | Sarıyer GK           | 4    |
| 4    | Uğur Tütüneker  | Galatasaray Istanbul | 4    |
| 4    | Fuat Buruk      | Konyaspor            | 4    |
| 4    | Oğuz Çetin      | Fenerbahçe Istanbul  | 4    |
| 4    | Les Ferdinand   | Beşiktaş Istanbul    | 4    |
| 9    | Feyyaz Uçar     | Beşiktaş Istanbul    | 3    |
| 9    | Hasan Vezir     | Fenerbahçe Istanbul  | 3    |